# Zboj
Zboj (in ungherese Harcos) è un comune della Slovacchia facente parte del distretto di Snina, nella regione di Prešov.